# Canal de Corfú

El canal o estret de Corfú localitzat a l'est de Kassiopi. La línia marca la frontera entre Grècia i Albània.

L'estret de Corfú o canal de Corfú és un cos d'aigua estret situat entre les costes d'Albània i Grècia a l'est, separant aquests dos països de l'illa grega de Corfú a l'oest. El canal és un pas entre la mar Adriàtica al nord i la mar Jònica que s'utilitza en la navegació local a Albània i Grècia als ports de Saranda, Albània, i Igumenitsa, Grècia, i per trànsit local i turístic a Albània i des de la Grècia continental a Corfú, a més a més de trànsit internacional des de l'adriàtic.